# Marie Boivin
Marie Anne Victoire Boivin, född 9 april 1773 i Versailles, död 16 maj 1841 i Paris, var en fransk barnmorska.
Bovin var verksam dels på Maternité i Paris, dels på sjukhuset i Poissy. Hon gjorde sig känd som medicinsk författare och blev bland annat hedersdoktor i Marburg. Av hennes skrifter kan nämnas Mémorial de l'art des accouchements (1812, fjärde upplagan 1836) och en prisskrift om livmoderblödningar (1819, 1822). Tillsammans med Antoine Louis Dugès författade hon Traité pratique des maladies de l'utérus et de ses annexes (två band, 1833). Flera av hennes böcker översattes till andra språk. 
Boivin betraktas som en stor föregångare inom förlossningsvård och uppfann en pelvimeter och ett vaginalt spekulum. En krater på Venus har fått sitt namn efter henne.